# Pasquale Cafaro
Pasquale Cafaro (také Caffaro či Cafariello, 8. února 1715 San Pietro in Galatina, Itálie – 25. října 1787 Neapol) byl italský hudební skladatel a pedagog.

## Život
Narodil se v San Pietro in Galatina (dnes Galatina). V prosinci 1735 byl přijat na Conservatorio della Piety dei Turchini v Neapoli, kde byli jeho učiteli Nicola Fago a Leonardo Leo.
Jako skladatel debutoval v roce 1745 oratoriem Il figliuol prodigo ravveduto (Pokání marnotratného syna). 11. července 1759 byl jmenován druhým kapelníkem konzervatoře. V této funkci setrval až do roku 1781 a ještě poté mu zůstal titul mimořádného kapelníka. Mezi jeho žáky byli např.: Giacomo Tritto, Honoré Langlé, Francesco Giuseppe Bianchi a Angelo Tarchi.
25. srpna 1768 jej král Ferdinand I. Neapolsko-Sicilský jmenoval mimořádným královským kapelníkem a současně se stal učitelem zpěvu a hry na ceebalo královny Marie Karolíny. V roce 1771, po smrti skladatele Giuseppe de Majo, se stal prvním kapelníkem jak na konzervatoři, tak i v královské kapli. Od této chvíle zcela přestal komponovat scénickou hudbu a věnoval se pouze chrámové a komorní hudbě. Bez ohledu na tuto skutečnost byl jmenován konzultantem královských divadel (na tomto místě vystřídal Johanna Christiana Bacha) a stanul i v čele divadla San Carlo.
Postavení dvorního skladatele jej nutilo pobývat v královských rezidencích Portici, Casertě a dalších, takže zanedbával pedagogickou činnost na konzervatoř, kde jej od roku 1785 prakticky nahradil jeho žák Giacomo Tritto.
Cafaro zemřel v Neapoli 23. nebo 25. října 1787. Je pohřben v kostele Santa Maria di Montesanto, v kapli sv. Cecilie vedle hrobu Alessandra Scarlattiho

## Dílo

### Opery
- La disfatta di Dario (opera seria, libreto Nicola Giuseppe Morbilli, 1756, Neapol)
- L'incendio di Troia (opera seria, libreto Nicola Giuseppe Morbilli, 1757, Neapol)
- Ipermestra (opera seria, libreto Pietro Metastasio, 1761, Neapol)
- Arianna e Teseo (opera seria, libreto Pietro Pariati, 1766, Neapol)
- Creso, ultimo rè della Lidia (opera seria, libreto Giuseppe Giovacchino Pizzi, 1768, Turín)
- L'Olimpiade (opera seria, libreto Pietro Metastasio, 1769, Neapol)
- Antigono (opera seria, libreto Pietro Metastasio, 1770, Neapol)

### Jiná světská vokální díla
- Prologo per una cantata per una voce (1764)
- 5 cantate per il compleanno del Re di Neapol (1763, 1764, 1766, 1769, 1770)
- Peleo, Giasone e Pallade (cantata per 3 voci, 1766)
- Ercole ed Acheloo (cantata per il compleanno del Re di Spagna, text Saverio Mattei, 1766)
- La giustizia placata (cantata per il Duca di Lavino, 1769)
- 4 cantate per lo spostamento del Sangue di San Gennaro (1769, 1770, 1775, 1781)
- Cantata per il compleanno della Regina di Neapol (1770)
- Il natale d'Apollo (festa teatrale, libreto Saverio Mattei, 1775, Neapol)
- La felicità della terra (cantata)
- Různé jednotlivé árie, duetta a hlasová cvičení

#### Oratoria
- Il figliuol prodigo ravveduto (1745)
- Il trionfo di Davide (1746)
- La Betulia liberata (libreto Pietro Metastasio, 1746)
- L'invenzione della croce (1747)
- Isacco figura del redentore (libreto Pietro Metastasio, 1763)
- Oratorio per il glorioso Sant'Antonio di Padova

#### Mše a její části
- Kyrie e Gloria per 2 cori (1760)
- Messa breve per 4 voci (1769)
- 2 messe per 4 voci (1771)
- 5 Kyrie, Gloria e Credo (1772, ?, ?, ?, 1785-6)
- Altri movimenti di messe
- Requiem per 4 voci

#### Moteta
- 3 mottetti pastorali per 2 cori (1747, 1753, 1756)
- Cadent arma per 5 voci
- Undique sacri amoris per 1 voce

#### Jiné chrámové skladby
- Litania in pastorale per 4 voci
- Christus per 1 voce
- Confitebor per 4 voci (1759)
- Confitemini (1773)
- Deus in adjutorium per 2 cori (1746)
- Dixit per 4 voci (1771)
- Et misericordia
- Gloria Patri (1780)
- Laudate pueri
- Miserere per 5 voci (1764)
- Miserere per 4 voci
- Misit verbum per 2 voci
- Propter quod per 5 voci
- Regina coeli per 1 voce
- Responsori per la Settimana Santa per 4 voci
- 2 Salve regina per 5 voci
- Sepolto Domino per 4 voci e basso continuo
- Sopolto Domino per 5 voci (1774)
- Subsequitur per 2 voci
- Tantum ergo per 1 voce
- Stabat mater per 4 voci, archi e basso continuo (1784)